# Trigonella
- Commons
- Wikispecies

Trigonella é um género botânico pertencente à família Fabaceae.
A Trigonella foenum-graecum (feno-grego) é a espécie mais comum deste género.

## Classificação do gênero
| Sistema | Classificação                      | Referência |
| ------- | ---------------------------------- | ---------- |
| Linné   | Classe Diadelphia, ordem Decandria | [ 1 ]      |